# Zgrada Vinarije u Kaštel Starome
Zgrada Vinarije (Vinalko) nalazi se u Kaštel Starome, na adresi Obala kralja Tomislava 4.

## Opis
Početkom 20. st. kaštelanska tvrtka Šimeta i sinovi gradi skladišta na istočnom dijelu obale Kaštel Starog. Skladište Šimetinih poznato kao vinarija Vinalko je industrijski arhitektonski kompleks glavnim pročeljem okrenut prema istoku s više ulaza u pojedine dijelove kompleksa. Pojedini dovratnici i nadvratnici vrata i prozora ukrašeni su u neoklasicističkoj maniri. Gotovi proizvodi su se uglavnom spremali u drvene bačve svih veličina koje su i danas sačuvane u interijeru vinarije. Tvrtka Šimeta i sinovi osnovana je od strane istoimene obitelji koja se još u 19. st. bavila izvozom vina. Opsegom poslovanja bila je jedna od najvećih eksportnih tvrtki u Dalmaciji. Nakon 2. svj. rata tvrtka Šimetinih je ugašena, a 1946. godine skladište prelazi u vlasništvo tvrtke Vinalko. Godine 1963. u objektu Vinalka počinje djelovati nova tvrtka Dalmacijavino.

## Zaštita
Pod oznakom Z-6895 zavedena je kao nepokretno kulturno dobro - pojedinačno, pravna statusa zaštićena kulturnog dobra, klasificirano kao "profana graditeljska baština".